# Sonnō jōi

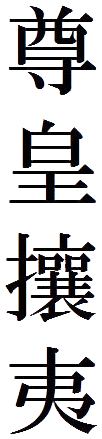
"Sonnō Jōi": «Lealtad al Emperador y rechazo de los extranjeros».

Sonnō jōi (尊王攘夷 Lealtad al Emperador y rechazo de los extranjeros?) es una filosofía política así como un movimiento político de Japón derivado del Neo-confucionismo; se convirtió en el lema político en los años 1850 y 1860 en el movimiento para derrocar el Shogunato Tokugawa. 

## Orígenes
El lema sonnō jōi (尊王攘夷 o 尊皇攘夷, zūnwáng rǎngyí en chino) tuvo su origen en China con Huan de Qi, el gobernante del estado de Qi en el periodo primavera y otoño. Durante ese tiempo, la Corte de la Dinastía Zhou perdió el control sobre los estados feudales y las invasiones por parte de extranjeros eran frecuentes. Huan de Qi primero utilizó el eslogan para intentar que otros gobernantes de otros estados feudales respetaran la corte de Zhou, cuando en realidad lo utilizaba para remarcar la hegemonía sobre otros gobernantes feudales y denotar la supremacía de la corte de Zhou.
En Japón, el origen de esta filosofía puede encontrarse en los trabajos del siglo XVII por académicos confucionistas como Yamasaki Ansai y Yamaga Soko, quienes escribieron sobre la santidad de la Dinastía Yamato y de su superioridad sobre otras familias gobernantes de otras naciones. Estas ideas se expandieron por los académicos "kokugaku" como Motoori Norinaga y se puede observar en la teoría de Takenouchi Shikibu de la absoluta lealtad hacia el Emperador de Japón(尊皇論 sonnōron), el cual implicaba que se debía de tener menos lealtad al Shogunado Tokugawa.
El académico de la escuela "Mito" Aizawa Seishisai introdujo el término sonnō jōi al japonés moderno con su trabajo Shinron en 1825, donde sonnō era utilizado para denotar la reverencia expresada por el shogunato Tokugawa hacia el emperador y jōi era la proscripción del Cristianismo.

## Influencia

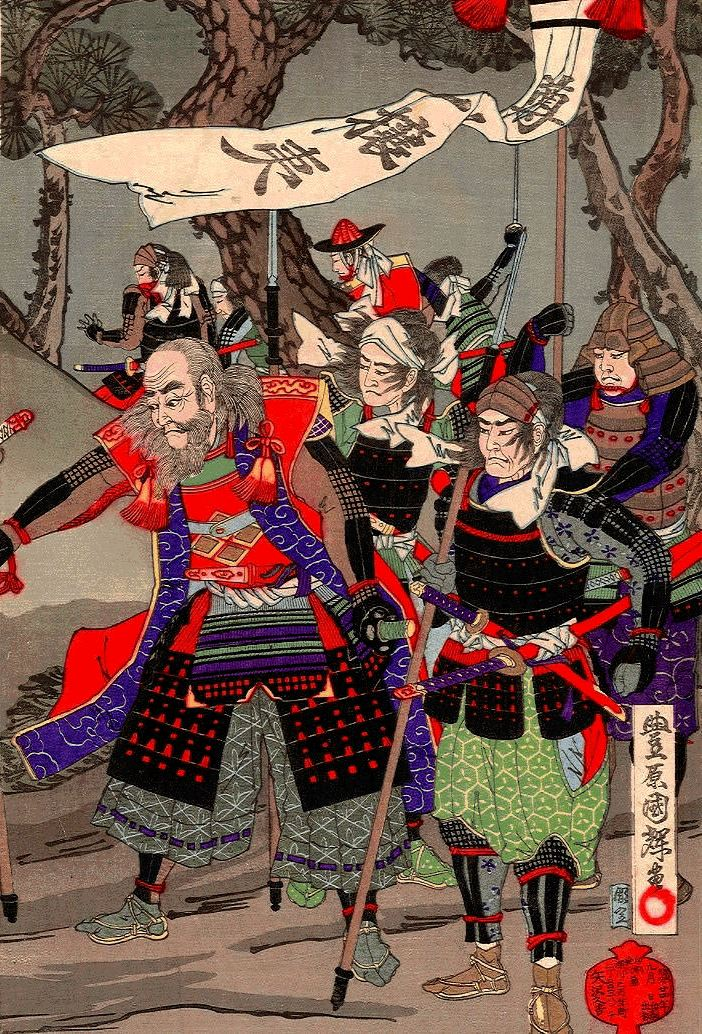
Samurái empleando un estandarte con la inscripción «Sonnō jōi» durante la Rebelión Mito de 1864.

Con la creciente incursión de barcos extranjeros hacia aguas japonesas a finales del siglo XVIII y a principios del XIX, la reclusión política comenzó a cuestionarse. La parte del jōi de sonnō jōi (expulsar a los bárbaros) cambió hacia la reacción contra el Tratado Kanagawa, el cual abrió Japón al comercio extranjero en 1853. Bajo la amenaza militar del Comodoro Matthew Perry y de sus barcos llamados "barcos negros", el tratado había sido tratado bajo coerción y los sectores samurái se oponían fuertemente a este. El hecho de que el shogunato no tenía poder en contra de los invasores, el deseo de la Corte Imperial fue tomado como evidencia por Yoshida Shōin y otros líderes anti-Tokugawa de que la parte sonnō de la filosofía no estaba funcionando, por lo que el shogunato debía de ser reemplazado por un gobierno que se mostrara más leal al emperador apoyando las decisiones y la voluntad del emperador.
Esta filosofía fue adoptada como grito de guerra en las provincias rebeldes de Chōshū y Satsuma. La corte imperial en Kioto simpatizó con este movimiento. El Emperador Kōmei coincidía con éstos sentimientos y rompiendo con una legendaria tradición de siglos, comenzó a tomar un rol activo en los asuntos del estado: anuló los tratados y trató de interferir en la sucesión shogunal. Sus esfuerzos culminaron el marzo de 1863 con su "Orden de expulsar a los Bárbaros" (攘夷勅命). El shogunato no tenía intenciones de establecer el orden por la fuerza, nunca inspiró ataques en contra del propio shogunato o contra los extranjeros en Japón: el más famoso incidente fue el del comerciante inglés Charles Lennox Richardson, por quien se tuvo que pagar una indemnización de cien mil libras esterlinas (de quien se decía que había sido asesinado por no mostrar respetos a un daimyō). Otros incidentes incluyen disparos contra una embarcación extranjera en Shimonoseki. Algunos samurái sin señor ("rōnin") se unieron a la causa, asesinando oficiales del shogunato y occidentales.
Este fue el cenit del movimiento sonnō jōi, ya que las potencias occidentales respondieron demandando fuertes indemnizaciones de guerra y luego bombardearon la capital Satsuma de Kagoshima cuando no estuvieron de acuerdo. Mientras que este incidente mostró que Japón no podía igualar el poderío militar de las potencias, sirvió para debilitar el shogunato, permitiendo que las provincias rebeldes se aliaran y dieran paso a la Restauración Meiji.
Es importante señalar que el eslogan por sí mismo nunca fue del gobierno ni política de los rebeldes, sino más bien retórica. Satsuma en particular tenía lazos estrechos con los occidentales, comprando armas, artillería, barcos y otras tecnologías.

## Legado
Después de la simbólica reestructuración del Emperador Meiji, el eslogan sonnō jōi fue silenciosamente olvidado y reemplazado con otro: fukoku kyōhei (富国強兵) o "enriquecer el país, fortalecer el Ejército", lema ampliamente difundido en la exitosa Era Meiji y la semilla de las acciones de la Segunda Guerra Mundial.

### Libros
- Akamatsu, Paul. Meiji 1868: Revolution and Counter-Revolution in Japan. Trans. Miriam Kochan. New York: Harper & Row, 1972.
- Beasley, W. G. The Meiji Restoration. Stanford: Stanford University Press, 1972.
- Craig, Albert M. Chōshū in the Meiji Restoration. Cambridge: Harvard University Press, 1961.
- Jansen, Marius B. and Gilbert Rozman, eds. Japan in Transition: From Tokugawa to Meiji. Princeton: Princeton University Press, 1986.
- Jansen, Marius B. The Making of Modern Japan. Cambridge: The Belknap Press of Harvard University Press, 2000.
- Shiba, Ryotaro. The Last Shogun: The Life of Tokugawa Yoshinobu. Kodansha 1998, ISBN 1-56836-246-3

- Datos: Q1065356
- Multimedia: Sonnō jōi / Q1065356